# Paral·lel 61° sud
El paral·lel 61° sud és una línia de latitud que es troba a 61 graus sud de la línia equatorial terrestre. El paral·lel no travessa cap terra i només hi ha l'oceà Antàrtic.
En aquesta latitud el sol és visible durant 19 hores, 16 minuts durant el solstici d'hivern i 5 hores, 32 minuts durant el solstici d'estiu.

## Geografia
En el sistema geodèsic WGS84, al nivell de 61° de latitud sud, un grau de longitud equival a 54,107 km; la longitud total del paral·lel és de 19.479 km, que és aproximadament 49,0% de la de l'equador, del que es troba a 6.765 km i a 3.236 km del pol Sud

## Arreu del món
A partir del Meridià de Greenwich i cap a l'est, el paral·lel 61° sud passa per: 
| Coordenades                          | País. Territori o mar | Notes |
| ------------------------------------ | --------------------- | --- |
| 61° 0′ S, 0° 0′ E / 61.000°S,0.000°E | Oceà Antàrtic         | Al sud de l'oceà Atlàntic · Al sud de l'oceà Índic · Al sud de l'oceà Pacífic · Al sud de l'oceà Atlàntic · – passa al nord de l'illa Elefant, reclamat per Argentina, Xile i Regne Unit · – passa al nord de l'illa Clarence, reclamat per Argentina, Xile i Regne Unit · – passa al sud de les illes Òrcades del Sud, reclamat per Argentina i Regne Unit |